# Gran Premio Cham-Hagendorn
El Gran Premio Cham-Hagendorn (oficialmente: SwissEver GP Cham-Hagendorn) es una carrera ciclista femenina de un día que se disputa anualmente en la ciudad de Cham y sus alrededores en Suiza.
La carrera fue creada en el año 1987 y desde 2007 hace parte del calendario internacional femenino de la UCI como competencia de categoría 1.2.

## Palmarés
| Año  | Ganador                | Segundo               | Tercero                 |
| ---- | ---------------------- | --------------------- | ----------------------- |
| 1987 | Barbara Ganz           | Edith Schönenberger   | Isabelle Michel         |
| 1988 | Barbara Ganz           | Brigitte Gyr-Gschwend | Cornelia Schär          |
| 1989 | Susanne Jolidon-Krauer | Eva Gallmann          | Renate Loosli           |
| 1993 | Evelyne Müller         | Yvonne Schnorf        | Yvonne Elkuch           |
| 1994 | Nataliya Kyshchuk      | Sylvie Riedle         | Alexandra Rutz          |
| 1995 | Rebecca Bailey         | Elena Ogui            | Marcia Eicher           |
| 1996 | Daniela Vogel          | Barbara Heeb          | Rebecca Bailey          |
| 1997 | Natalja Yuganiuk       | Yvonne Schnorf        | Elena Ogui              |
| 1998 | Sandra Wampfler        | Yvonne Schnorf        | Barbara Heeb            |
| 1999 | Yvonne Schnorf         | Natalja Yuganiuk      | Marion Brauen           |
| 2001 | Priska Doppmann        | Noemi Cantele         | Nataliya Kyshchuk       |
| 2002 | Sarah Grab             | Denise Baumann        | Alexandrine Petitpierre |
| 2003 | Irene Hostettler       | Marika Murer          | Tanja Schmidt-Hennes    |
| 2004 | Bridget Evans          | Clemilda Fernandes    | Annette Beutler         |
| 2006 | Helen Kelly            | Noemi Cantele         | Annette Beutler         |
| 2007 | Nicole Cooke           | Caroline Steffen      | Emma Rickards           |
| 2008 | Andrea Thürig          | Jessica Schneeberger  | Mirjam Hauser-Senn      |
| 2009 | Alessandra D'Ettorre   | Mirjam Schwager       | Karin Thürig            |
| 2010 | Katažina Sosna         | Simona Frapporti      | Rossella Callovi        |
| 2011 | Andrea Wolfer          | Pascale Schnider      | Daniela Gass            |
| 2013 | Nicole Hanselmann      | Andrea Graus          | Jacqueline Hahn         |
| 2014 | Elke Gebhardt          | Désirée Ehrler        | Nicole Hanselmann       |
| 2015 | Lizzie Williams        | Valentina Scandolara  | Rasa Leleivytė          |
| 2016 | Lotta Lepistö          | Roxane Fournier       | Sarah Roy               |
| 2017 | Sarah Roy              | Stephanie Gaumnitz    | Arianna Fidanza         |
| 2018 | Amanda Spratt          | Arianna Fidanza       | Désirée Ehrler          |
| 2019 | Julie Leth             | Elizabeth Banks       | Kathrin Schweinberger   |

## Palmarés por países
| País          | Victorias |
| ------------- | --------- |
| Suiza         | 13        |
| Australia     | 5         |
| Ucrania       | 2         |
| Nueva Zelanda | 1         |
| Reino Unido   | 1         |
| Italia        | 1         |
| Lituania      | 1         |
| Alemania      | 1         |
| Finlandia     | 1         |
| Dinamarca     | 1         |